# Чивикела (Болоња)
Чивикела (итал. Civichella) је насеље у Италији у округу Болоња, региону Емилија-Ромања.
Према процени из 2011. у насељу је живело 19 становника. Насеље се налази на надморској висини од 96 м.